# رازبوینا
رازبوینا (به صربی: Razbojna) یک منطقهٔ مسکونی در صربستان است که در بروس واقع شده‌است. رازبوینا ۴۷۹ نفر جمعیت دارد.